# 森村義行
森村 義行（もりむら よしゆき、1896年（明治29年）6月4日 - 1970年（昭和45年）11月3日）は、日本の実業家。学校法人森村学園理事長、財団法人森村豊明会第3代理事長、社団法人日本陶磁協会第2代理事長。

## 略歴
公爵：松方正義の十二男として生まれ、後に森村開作（7代目市左衛門）の婿養子となる。旧制兵庫県立第一神戸中学校を経て、1918年に旧制第七高等学校造士館を卒業。1921年京都帝国大学法学部卒業、同年に森村男爵家の婿養子となり一族の諸会社の重役を務める。
1951年、学校法人森村学園理事長・学園長就任。1961年、（財）森村豊明会第3代理事長就任。1970年3月、（社）日本陶磁協会第2代理事長就任。同年11月3日、死去。

## 家族親族
- 父：松方正義 - 第6代内閣総理大臣
- 養父：森村開作 - 7代目市左衛門
- 妻：森村開作の娘松（1903年 - 1983年）
- 長男：森村衛（1923年 - ?）
- 長女：森村登代子（1925年1月 - 2016年2月15日）
- 次女：松本いと子（1926年10月29日 - 2018年12月15日） - 松本重一郎と結婚
- 次男：森村準次（1930年 - 1952年12月30日） - 慶應義塾大学在学中、皇居内馬場で行われた立太子礼記念馬術大会の障害飛越競技に出場した際、乗馬が前足を引っかけて転倒したため落馬し、頭底骨骨折により即死した[3]。

## 人物
- 芸術に造詣が深く、実弟の松方三郎とともに岸田劉生などの芸術家を支援、作品の収集を行っていた[4]。